# Alden (Iowa)
Alden város az USA Iowa államában, Hardin megyében. Lakosainak száma 763 fő (2020. április 1.).

## Népesség
A település népességének változása:

| 2010 | 787 |
| 2020 | 763 |